# Стаал, Джордан
Джо́рдан Ста́ал (англ. Jordan Staal; род. 10 сентября 1988, Тандер-Бей, Онтарио) — канадский хоккеист, центральный нападающий и капитан клуба НХЛ «Каролина Харрикейнз». Чемпион мира 2007 года в составе сборной Канады, обладатель Кубка Стэнли 2009 года в составе «Питтсбург Пингвинз».

## Общая информация
Джордан — один из четырёх братьев Стаал. Старший Эрик (род. 1984) — бывший капитан «Каролины», олимпийский чемпион и чемпион мира. Второй по старшинству Марк (род. 1987) — защитник клуба «Флорида Пантерз». Младший Джаред (род. 1990) сыграл всего два матча в НХЛ, но в первом же из них 25 апреля 2013 года вышел в стартовой пятёрке «Харрикейнз» вместе со своими братьями Эриком и Джорданом. Примечательно, что в том матче соперником «Каролины» был клуб Марка Стаала «Рейнджерс». Эрик, Джордан и Марк — первое в истории НХЛ трио братьев, каждый из которых сыграл более 1000 матчей в лиге.
На драфте НХЛ 2006 года был Джордан выбран в 1-м раунде под общим 2-м номером клубом «Питтсбург Пингвинз» (тремя годами ранее под этим же номером «Каролина Харрикейнз» выбрала Эрика Стаала).
В первом же сезоне в «Питтсбурге» 18-летний Джордан забросил 29 шайб и получил много авансов, был вызван на чемпионат мира в России (набрал два очка в 9 матчах), но за всю последующую карьеру в НХЛ пока ни разу не забрасывал более 25 шайб за сезон. В сезоне 2008/09, когда «Питтсбург» выиграл Кубок Стэнли, на счету Джордана было 49 очков (22+27) в 82 матчах в регулярном чемпионате и 9 очков (4+5) в 24 матчах плей-офф.
22 июня 2012 года «Питтсбург Пингвинз» обменял Джордана Стаала в «Каролину Харрикейнз» на выбор в первом раунде драфта НХЛ 2012, форварда Брэндона Саттера и защитника-проспекта Брайана Дюмулина.
12 апреля 2021 года сыграл свой 1000-й матч в регулярных сезонах НХЛ.
5 апреля 2024 года сыграл свой 1250-й матч в регулярных сезонах НХЛ.

## Награды
- Участник матча молодых звёзд НХЛ (2007)
- Чемпион мира 2007 года
- Обладатель Кубка Стэнли 2009 года

## Статистика
| Легенда | Легенда                    | Легенда | Легенда                   | Легенда | Легенда    |
| ------- | -------------------------- | ------- | ------------------------- | ------- | ---------- |
| И       | Количество проведённых игр | Штр     | Штрафное время            | +/−     | Плюс-минус |
| Г       | Голы                       | П       | Голевые передачи          | О       | Очки       |
| -       | Статистика неизвестна      | —       | Статистика не учитывалась |         |            |